# ناصر اللحام
 ناصر اللحام صحفي فلسطيني ومدير مكتب قناة الميادين اللبنانية في فلسطين ورئيس تحرير قناة وكالة معًا الإخبارية ولد في 20 أبريل 1966 في مخيم الدهيشة للاجئين في مدينة بيت لحم في الضفة الغربية، وهو اسير سابق في سجون الاحتلال الإسرائيلي حيث اعتقل 3 مرات آخرها في 1985 حكم عليه فيها ب 6 سنوات ويتقن العبرية والإنجليزية بجانب لغته الام العربية 

## المسيرة الإعلامية
- مذيع ومدير المراسلين - تلفزيون بيت لحم بين اعوام 1996 – 2005.
- منتج ومقدم لبرنامج «جولة في الصحافة العبرية» في قناة وكالة معا.
- مراسل قناة NBN اللبنانية في فلسطين، ومراسل إذاعة قطر، ومراسل وكالة INRA الإيرانية إضافة إلى مواقع إلكترونية أخرى فلسطينية وعربية.
- مذيع ومراسل في مهد برس 1990 – 1995
- مذيع ومراسل هيئة الإذاعة والتلفزيون الفلسطينية 1995 – 1997
- مؤسس ورئيس تحرير مجلة العربي الفلسطيني 1997 – 1999.

## منشورات
- الإعلام في ظل حكومة حماس، 2006.
- تل أبيب، مدينة بلا أسرار، 2005.
- حركة فتح بين 1965-2002، 2003.
- حقيقة ياسر عرفات، 2002.
- العميان لا يحبون الجزر، 2010.

## التعليم
- بكالوريوس في علم النفس وعلم الاجتماع من جامعة بيت لحم، 1994.
- ماجستير في الصحافة والإعلام من فرع جامعة لاهاي، بيت لحم.
- دكتوراه في علم النفس – لغة الجسد- في الإعلام الإسرائيلي، فرع جامعة لاهاي، بيت لحم.